# 思い出のとき修理しますのあらすじ
思い出のとき修理しますのあらすじ（おもいでのときしゅうりしますのあらすじ）は、谷瑞恵による日本の連作短編集『思い出のとき修理します』（集英社文庫）各話のあらすじを記す。

## 第1巻

### 黒い猫のパパ
思い出を修理される人：咲と父親
都会で恋愛にも仕事にも疲れた美容師・仁科明里は、小学2年生の頃に1か月だけ過ごした「ヘアーサロン由井」に引っ越してきて、「おもいでの時 修理します」というプレートを掲げた時計店の店主・飯田秀司と、近くの津雲神社の社務所で寝起きしている大学生・太一に出会う。太一が神社で拾ったという壊れたオルゴール箱を見せ、秀司が底を開くと、中に入っていたのは母娘と黒猫が写ったネガだった。
太一に案内されて商店街を歩いていた明里は、黒猫を「パパ」と呼んだ女性、咲に出会う。咲は、オルゴールの中にあった写真は自分と母を写したものだが、オルゴールは自分が落としたものではなく、高校生の頃にいなくなった飼い猫「パパ」のお気に入りで、「パパ」がいなくなった頃に見当たらなくなったものだという。「パパ」は、咲が生まれる前に亡くなった父親が拾ってきた猫で、元は別の名がつけられていたが、幼い咲が「パパ」と呼ぶのでいつの間にかその名になったらしい。
明里は、猫の寿命から考えるとそんなことはあり得ないと知りながら、商店街で見かけた黒猫が「パパ」だったらいいなと思い、太一と一緒に探し始める。猫を追いかけているうち、明里は日比野写真館の裏口に迷い込み、主人とたまたま訪問していた秀司に会う。日比野の話から、咲は隣町の写真館で例の写真を撮ったということと、その写真館の親戚の中に、高山など人が滅多に足を踏み入れない場所の風景を撮影して、様々な賞を取っている写真家がいることを知る。
咲が直之と入籍する日、明里は咲から、商店街のみんなと一緒に撮る記念写真に加わってほしいと誘われる。快諾した明里は、咲の髪をセットさせてもらう。セットされながら、咲は「パパ」がいなくなった日、自分を振り返って「咲、元気でな」としゃべったと語る。そして咲が「いつかまた、会えるかな」と尋ねると、「おまえが嫁に行くころには」と答えたという。記念写真が終わると、咲は黒猫を見つけて、「お父さん」と呼びかけ、「幸せになるから心配しないで」と語りかける。猫は、それに応えるようにしっぽを揺らす。
買い物の帰り道、明里は秀司と太一と会い、オルゴールの話になる。秀司は、二人に自分の推理を語って聞かせる。おそらく、咲の父親は、日比野が言っていた風景写真家である。そして、彼は今も生きているが、危険な仕事をしている自分では責任ある父親の立場にはなれないと思って、娘に一生名乗り出ないと決めたのではないか。しかし、彼が帰国したとき、親戚の写真館へ行き、そこで彼が母娘の写真を撮るという約束をしたのではないかと。また、咲が最後に「パパ」を見た日も、父親は家族の様子を見に行っており、「パパ」がそれを見つけて連れて行ってとせがんだが、父親は「パパ」のそばにオルゴールを見つけて一緒に持ち去り、中に思い出のネガを入れたのではないかと。
秀司は、オルゴールに記念写真を入れて咲に渡す。しかし、咲と直之が神社にお参りに行ったとき、そのオルゴールをちょっと石垣の上に置いておいたらなくなったという。おそらく、咲の父親が持って行ったのだろう。その記念写真には、黒猫も写っていた。明里は、オルゴールの中のこの写真を見た咲の父親は、自分の代わりに黒猫が家族写真に加わったように感じるだろうかと思い、秀司はやっぱり思い出を修理してくれる人なのかもしれないと感じる。

### 茜色のワンピース
思い出を修理される人：ハルエ
明里は、3軒隣にある「ハル洋品店」のハルエが、足をくじいたという話を秀司から聞く。明里が回覧板を持って行くと、ハルエは店をたたんで姪の世話になることにしたため、今度の縁日が最後だからと、18歳の頃に着ていた茜色のワンピースを取り出そうとして足をくじいたという。翌朝秀司に会うと、ハルエが、秀司にあのワンピースを着た明里と、縁日にデートして欲しいと願ったという。また、太一によれば、ハルエは不治の病でそういう施設に入るとのことであった。
回覧板を届けた3日後、ハルエが尋ねてきて明里に依頼の理由を語る。それは、18歳の時の縁日にある男性とデートしたが、悲しい結末に終わってしまったため、自分の涙を吸ったワンピースに、改めて楽しい経験をさせてやりたいからだという。
18歳の頃のハルエは、商店街でも有名な美人看板娘で、多くの男たちから言い寄られていた。ハルエ自身は、当時は恋だとは気づいていなかったが、別の商店街の漆器店の次男のことが気になっていた。彼は自分に気があるはずなのに、ちっとも言い寄ってこないため、古書を一緒に探して欲しいと言って、ハルエの方から縁日に誘ったのだ。
縁日当日、明里と秀司は、ハルエのためにやり直しのデートに出かける。神社に行くと、太一が御神酒を勧めてきて、明里はそれを飲んでめまいを覚える。秀司が水を探しに行っている間、明里はハルエに聞いたデートの顛末を思い起こす。なかなか彼が告白してこないため、彼がハルエの同級生とお見合いをするという噂を思い出し、ハルエはつい彼女の悪口を言ってしまった。そして、それを彼にたしなめられたハルエは、彼にも嫌みを言ってしまった。後悔したが、プライドが邪魔して謝ることもできず、また知り合いに二人が一緒にいることをからかわれて、おそらくハルエを守るためにその場を立ち去った彼の後を追うこともできなかった。その後、彼は都会に働きに出て、若くして病死した。ハルエも一度結婚したがうまくいかず、その後はずっと一人で暮らしてきたという。
金木犀の香りと心地よい酩酊感の中で、ふと気がつくと明里は昔の縁日の神社にいた。そして、ハルエの代わりに彼を追いかける。彼は、ハルエが探していると言った古書を見つけて、ハルエと別れた神社の金木犀のそばに戻ってくる。ハルエが見当たらないため肩を落とすが、足音に気づいて彼は明里をじっと見つめる。そしてハルエの名を呼び、とびきりの笑顔になる。明里は、彼もまたハルエのことが好きだったのだと知る。
気がつくと、明里は自宅にいた。実は御神酒にはテキーラが混ぜてあり、明里はそれを一気飲みして酔ってしまったのである。そして、水を探しに行った秀司を追いかけていき、追いつくと抱きついたという。しかし、その時に耳元で聞いた「受け取って、くれるよね」という言葉を思い出した明里は、何気なくスカートのポケットを探ると、ルビーの指輪が入っているのに気づく。指輪には「to HARUE from K」と刻まれている。翌日ハルエに確認すると、Kは彼のイニシャルだという。
1か月後、彼から贈られた指輪を薬指にはめたハルエは、「あの人に、会いに行ってもいいのよね」とつぶやき、商店街を後にしていく。それを見送りながら、秀司は「思い出って、修理できるものなのかな」とつぶやく。

### 季節はずれの日傘
思い出を修理される人：神隠し婦人とツインテールさん
明里は、思い出を修理してくれるという「飯田時計店」を尋ねてきた、水色の日傘を手にした年配の女性と話をする。時計店が休業中と知ってがっかりした女性だったが、桃色の子ブタのぬいぐるみをつかんで笑う小さな女の子の写真を明里に見せ、「この子、見かけませんでしたか？」と尋ねる。聞けば、この女の子は娘で、15年前に神隠しにあったが、この商店街で見かけたと聞いてやってきたという。
翌日、明里は20歳くらいのツインテールの女性が「飯田時計店」を尋ねてきたのに出会う。彼女は昨日見せられた写真の女の子に似ていた。そして、15年ほど前にはやった桃色の子ブタのぬいぐるみを探しているという。このあたりにはもうおもちゃ屋はないと知って、彼女は帰っていく。明里は、神隠しに遭った女の子が15年後の姿で現れて、写真の中で抱きしめていたぬいぐるみを探しに来たかのように感じるが、すぐに偶然だと自分に言い聞かせる。
明里が、昔の商店街での思い出に浸りながら、廃業したおもちゃ屋「月屋」の前に行くと、昨日会った「神隠し婦人」がいる。実は、探しているというのは、神隠しにあった娘ではなくぬいぐるみの方だという。カーテンの隙間から「月屋」の中を覗くと、探しているのと同じぬいぐるみが見えた。明里は、商店街の人に「月屋」の元店主の転居先を聞いて、譲ってもらえるか尋ねてみようと提案する。しかし、元店主の転居先を知っている人は商店街には誰もおらず、不動産屋にも連絡がつかない。そこで、休息がてら神社に立ち寄った婦人は、明里に娘がいなくなった顛末を話し始める。15年前、ちょっと目を離した隙に娘がいなくなった。半年たって、川の下流で靴が片方だけ見つかり、葬儀も行なった。しかし、最近、ぬいぐるみをなくしたと言って泣いている娘の夢を見るようになり、娘が持っていたのと同じぬいぐるみを探すようになったと。
さらに翌日、明里は「ツインテールさん」と再会する。そして、二人で「月屋」に向かう。すると、ショーウィンドウが壊され、あの子ブタのぬいぐるみがなくなっていた。そこに秀司が現れ、太一がぬいぐるみを持ってきたと言う。秀司の店に行き、神隠し婦人のことを聞いたツインテールさんは、もしかしたら自分の母ではないかと叫ぶ。
ツインテールさんの母親は、彼女が6歳の時に川に落ちて亡くなったが、季節を問わず、日傘を持ち歩いていたらしい。その頃、彼女はあのぬいぐるみが欲しくてたまらず、やっとの思いで母親に買ってもらった。しかし、わずか1か月後に両親が離婚し、母親は家を出て行った。しばらくして彼女に会いに来た母親が、子ブタのぬいぐるみを渡して「これをお母さんだと思って大切にしてね」と言うと、彼女は子ブタがお母さんの代わりなら、これを捨てればお母さんが帰ってくると思い、川に投げ捨てた。しかし、後悔して川に入った彼女は、深みにはまり、気がつくと病院にいた。母親が彼女を助け、ぬいぐるみも取ろうとして力尽きたのである。最近、小さな自分の夢を見るようになり、自分が母親に「ぬいぐるみがない」と泣くと、母親は探してあげると言う。彼女は、ぬいぐるみを探しに行ったらお母さんが死んでしまうと、必死に止めようとして目が覚める。だから、ぬいぐるみを探しているのだとツインテールさんは語る。
ツインテールさんの話を聞いた明里は、ぬいぐるみを彼女の手に押しつけ、秀司も「お母さんからの贈り物だから。もうなくさないで」と言う。すると、彼女は「ありがとう、お母さん」とつぶやく。ツインテールさんと別れた後、二人は神隠し婦人と出会う。彼女は、もうぬいぐるみのことはいいと言う。そして、さっきぬいぐるみを持った若い女性を見かけたと言い、「娘に、届いたんですね。あのぬいぐるみが。もう、あれを探して泣くことはないんですね」と語る。明里は、立ち去る婦人の日傘を見ながら、日傘を差した二人の女性がぼんやりと重なるイメージを抱き、全く別の二組の母娘が、不思議とひとつになっていく感覚を覚える。

### 光をなくした時計師
思い出を修理される人：秀司と真由子
明里が秀司に朝食をごちそうになっていると、真由子という女性が尋ねてくる。彼女は秀司の兄のことを知っているようだったが、秀司は彼女の訪問を迷惑がっている様子である。その夜、バイトの帰りに太一に会った明里は、秀司が神社の絵馬の前にたたずんでいるのを見せられる。太一は、「ヘアーサロン由井の孫」である明里なら秀司を助けてやれると言う。今の秀司は時計への情熱を失っているが、本当は自分の名を冠した新しい時計を作りたいはずだと。しかし、その夜、真由子が飯田時計店を再び訪問するのを目撃した明里は動揺する。
翌日の夕方、思い切って明里が時計店に行くと、秀司は自分の代わりに喫茶店ライムに行き、昨夜真由子に時計の修理を依頼されたが、自分は会いたくないから、代わりに時計を渡してほしいと頼まれる。明里がライムに行くと、真由子は事情を話し始める。真由子と秀司は高校の同級生で、つきあっていた。彼がスイスに留学してからも遠距離恋愛が続いていたが、やがて彼の兄とつきあい始め、婚約した。兄は、秀司に会うためスイスに行ったが、二人が乗った車が事故を起こして、兄は死に、秀司も目を負傷したらしい。真由子と別れた後、秀司が現れる。どうして兄の形見の時計を直そうとしないのかと問う明里に、秀司は「真由子は何も知らないから、言ったことを気にしなくていい」と答える。
明里がバイトに向かおうとすると、偶然真由子に会う。そして、明里が、秀司が初めて時計を直した「ヘアーサロン由井の孫」だと知って驚く。明里が真由子に、まだ秀司のことが好きなのかと尋ねると、彼女は「分からない。自分が秀司と兄とどちらを好きなのか確かめるために来たのかも」と答える。そこに秀司が現れると、真由子は「確かめさせて」と、彼の瞳をじっと見つめる。そして、「あなたがここに来たのは、はじめて直した時計の女の子に会いたかったからなのね？」と言う。由井夫妻の本当の孫ではなく、時計屋の男の子に時計を直してもらった記憶もない明里は、いたたまれなくなってその場を走り去る。
太一に呼び止められた明里は、秀司のことを知らない自分が彼を助けることなどできないと訴える。しかし、太一は、知らなければ聞けと励ます。明里は、秀司のことも、由井夫妻のことも、真実から目を背けて逃げてきたが、もう逃げるのをやめようと決意して、きびすを返す。六つ辻の交差点の向こうに秀司が見え、ひどく降り始めた雪で信号がよく見えない中、明里は交差点に飛び出す。激しいブレーキ音が響く中、明里の意識が飛ぶ。
明里は白しかない場所に横たわっている。そばに誰かいるのを感じ、それが秀司の兄だと明里は考え、どんな出来事が秀司を苦しめているのかと彼に尋ねる。すると、兄は自分は長男として自分を殺して親の期待に応え、興味のあった時計作りの道に進むことも許されなかったが、それを許された秀司に嫉妬し、真由子を奪ったり、秀司に贈られた時計を目の前で壊したりしたのだと言う。ここで、明里は自分が病室におり、秀司が自分に語りかけているのに気づく。秀司は、自分が兄に憎まれていたことを知ってショックを受けたと言う。再び明里の意識が混濁する。兄は、あの事故のあった日、自分はどうしたかったのかと自問する。そして、秀司を壊したかったのではなく、自分も幸せになりたかった。そして、この時計を直してくれと頼み、「これからもおまえは自由で、幸福でなきゃだめなんだ」と言いたかったのだろうと言う。再び目覚めた明里は、兄の言葉を秀司に伝えたかったが、それが本当のことかは分からないのでできず、代わりに、前髪を切らせてくれと頼む。しかし、秀司は曖昧に笑うだけである。
明里が退院すると、真由子からの手紙が郵便受けに入っている。その手紙には、自分は秀司ではなく兄を探していたのだと気づいたこと、また明里の事故の後で秀司と話をし、彼の心の傷が自分のせいではなく、兄が亡くなった6年前にすべてが終わったことだったのだと分かったことが書かれていた。そして、秀司は自分の思い出を修理してくれたが、彼自身の思い出は壊れたままであり、それ直せるのはあなただけだと真由子は記していた。
そこに秀司が現れ、明里に髪を切ってくれと願う。髪を切りながら、明里も自分のために時計を作ってくれと頼む。そして二人は唇を重ねる。それから、秀司は神社に明里を誘う。そこで、事故に遭う3日前に兄が書いた絵馬を最近見つけたと言う。その時は中身を読む勇気がなかったが、髪を切ってもらった今なら読めると秀司は語る。その絵馬には「弟が独立時計師になれますように」と書かれていた。秀司は深く息をつき、絵馬に抱擁するかのように頭をつける。明里は、手を伸ばして秀司の腕にある、兄の壊れた時計に手を重ねる。

### 虹色の忘れ物
思い出を修理される人：明里と由井のおばあちゃん
秀司を救うため、明里は彼が時計を直してあげた「ヘアーサロン由井の孫娘」になろうとしたが、彼とつきあい始めて時間が経つにつれ、だんだん怖くなってきている。明里が小学2年生の夏休み、ツアーコンダクターの母が海外で大怪我をした。いつもは明里をあずかってくれる叔母も忙しかったため、叔母は離婚した明里の父にあずけようと考えた。ところが、連絡したのは、母が結婚前に長くつきあっていた由井浩人であった。さらに、浩人もあずかることを了承し、「ヘアーサロン由井」をやっている両親に、自分と明里は血のつながりがないことを説明しなかったため、由井夫妻は明里のことを、息子が結婚前に恋人に産ませた孫娘だと勘違いして大歓迎したのである。また、明里も本当の祖父母だと思っていた。そして、「ヘアーサロン由井」での1か月は、明里にとってはとても幸せな時間だった。
あの夏やり残したこととして明里がはっきり覚えているのは、塗り絵ノートの最後のページにあったハクモクレン（白木蓮）の絵を、本物を知らないために塗れなかったことである。「おばあちゃん」は「春になったら神社の境内に咲くから、また見に来ればいいわ」と言った。ところが、事情を知った母は、もう「ヘアーサロン由井」に行くことはないと言い、その話をすることも嫌った。
明里が六つ辻そばの病院で、先日事故に遭ったときの治療費を払い終えると、医師が「あなたはヘアーサロン由井のお孫さん？」と声をかけ、昔、由井のおじさんが高熱を出した孫娘を連れてきたと語る。それはインフルエンザで、春先のことだったという。やはり、夏休みにここに来た自分とは違う孫娘が、由井夫妻にはいたのだと明里は考える。ということは、秀司が待っていた女の子もやはり自分ではないのだろう。悶々とする明里に太一が声をかけ、気になるなら毛糸屋に行って聞けと言う。そこで、毛糸屋に行くと、そこでも由井の孫娘が春先に来ていたことが確認される。明里は、自分には本当はここにいる資格がないのに、その子のふりをして居座っているような気がして店を飛び出す。
明里は熱を出して寝込んでしまう。そして、見舞いに来た秀司に、自分が由井の孫娘ではないことを告白し、だからつきあえないと言ってしまう。薬でしばらく眠った後、明里は母の言葉を思い出す。「また由井の家に行きたい」と言う明里に、母は「あの人たちは本当の祖父母ではない」と言い、「明里が勝手に押しかけて迷惑をかけたから、あの人たちに図々しい子だと思われている」と言った。そして突然、おばあちゃんにも「もう来ちゃだめよ」と言われたことを思い出す。こうして、明里はますます自分がこの家に歓迎されていないと感じる。ところが、そこに由井のおばあちゃんが現れる。おばあちゃんは塗り絵のノートを取り出し、最後のハクモクレンのページを見せて、「もうすぐ神社の境内にたくさん咲くから、熱が下がったら見に行こうね」と微笑む。そして、買い物に出かけたが、そのまま帰ってこなかった。明里は幻に違いないと思うが、熱が下がっても、塗り絵ノートは確かに台所のテーブルに置いてある。塗り絵ノートには「浅井文具店」という値札シールが貼ってあるが、そこはずいぶん前に移転している。「浅井文具店」の移転先を訪ねた明里は、その値札が20年前に使っていたものだと知る。
おばあちゃんの幻と塗り絵ノートのことを考えないようにした明里は、秀司と顔を合わせないこと以外は、普段と変わらぬ日常に戻る。ある晩、帰宅した明里は、2階に電気がついているのに気づく。消し忘れたかと思ったが、鍵が見当たらない。そこに秀司が現れ、困っている明里を時計店に誘う。明里は秀司と話をしながら、おばあちゃんが「もう来ちゃだめ」と言ったのは、自分にマフラーを巻きながらだったと思い出し、春先の出来事のはずだと気づく。秀司も、由井の孫娘の時計には明里の名が書いてあったと言う。そこに現れた太一から「ヘアーサロン由井」の2階に人影が見えたと聞き、明里と秀司はそこに向かう。
待っていたのは、由井のおばあちゃんだった。おばあちゃんは、明里が「2度目に来た時」に傷つけるようなことを言ったから、もう二度と会えないと思ったが、ずっと待っていたと話す。明里が去った次の春休み、まだ明里が本当の孫だと思っていたおばあちゃんは、こっそり明里に会いに行った。母が1週間不在で、叔母も仕事が遅い日が続いていると知ったおばあちゃんは、叔母に1晩だけと約束して明里を連れて帰った。ところが明里が熱を出したため帰れなくなり、母の知るところとなった。母は明里が本当の孫ではないことを夫妻に伝えた。母が明里を自分たちに取られるのではないかと恐れていることを感じ取ったおばあちゃんは、「また来ていい？」と尋ねた明里に、「もう来ちゃだめ」と答えたのだ。こうして、明里はおじいちゃんとおばあちゃんに嫌われたと思い込んでしまった。さらに、帰り道、おばあちゃんにもらったマフラーを母が捨てるのを見て、自分がここに来たためにみんなを苦しめたと感じた明里は、春の1週間の記憶を封印したのだろう。
おばあちゃんは秀司が時計屋の孫だと気づき、彼が昔預けていった明里の時計を天袋の天井から取り出す。こうして20年ぶりに秀司の直した時計が明里の手に戻る。あの塗り絵ノートは、おばあちゃんが昔買ったもので、明里が来てくれたら約束通りハクモクレンを見に行こうと思って、ずっと取っておいたものだった。秀司は帰り際、明里に背中を向けながら「僕がふられる理由はなくなったのかな」と尋ねる。明里はその背中にしがみつき、「あきれてないなら、ぜひともつきあってください」と語りかける。翌朝、浩人がおばあちゃんを迎えに来た。最近おばあちゃんの記憶が混乱しており、時計を返さなきゃと言っていたという。「突然帰ってしまわないでね」と心配するおばあちゃんを見送りながら、明里は「わたし、ここにいるから。おじいちゃんとおばあちゃんの家に」と答える。

## 第2巻

### きみのために鐘は鳴る
思い出を修理される人：市川菫と仁科香奈
明里の妹、香奈が突然尋ねてきた。明里は留守だったが、通りかかった太一に、夜まで帰ってこないからライムで時間をつぶすよう勧められる。仕事から帰ってきた明里は、秀司の工房で、新品なら1千万円以上するという時計を見せられる。その時計には、ミニッツリピーターという、鐘の音で時間を報せる仕組みが付いている。祖父が時計店をやっていた頃に預かり、その後ずっと引き取りに来なかったものだが、先日持ち主の娘と思われる女性が形見分けに預かり証をもらったと電話してきたという。
香奈は、ライムで40代半ばの女性・市川菫と知り合う。彼女にも姉がいるが、15歳も年齢差があった上、彼女の母は父の愛人であり、正妻の娘である姉とは会ったことがないという。その姉が亡くなって、形見分けとして時計の預かり証をもらったが、思い出のひとつもないため、時計をもらっても故人をしのぶことができないと言う。そして、香奈に預かり証を渡して行ってしまう。
香奈はその晩明里の家に泊まった。明里は、香奈が時計の預かり証をもらったと聞いて驚き、絶対に返さなきゃだめだと言う。しかし、香奈は、時計をどうしていいか分からなかったあの女性の気持ちが分かると言い、「お姉ちゃんが一人暮らしをはじめて、めったに帰ってこないのは、わたしたちと家族だって思えないからじゃないの？　わたしたち、似てないし。小さい頃の思い出がないと、姉妹って実感しにくいよね」と言う。大学生になるのを機に、香奈は自分の中で一人っ子になろうとし、折り合いをつけるために自分に会いに来たのだろうかと明里は考える。
翌日、香奈は菫を探しに行ったが、夜になっても帰ってこない。太一が、香奈は神社の脇道を、着物の女性を追いかけて行ったと言う。そこに秀司から電話が入り、菫が現れたと言う。時計店に向かった明里は、秀司と菫と共に香奈を探しに出る。神社の脇道を進むと、菫が子供の頃にここに来たような気がすると言い始める。そして、着物の女性を見つけたと走り出す。明里も後を追いかけるが、秀司の姿が見えなくなる。菫は、着物の女性と小さな女の子を見たと言い、母が亡くなって、一時父の家に引き取られた頃のことを思い出し始める。母と暮らした家に戻ろうとして父の家を逃げ出した菫は、この場所に迷い込んだ。そこに、桜色の着物を着た若い女性が現れたという。
いつの間にか菫の姿が消え、代わりに香奈が現れる。明里は抱きついて泣きじゃくる妹を見て、彼女が自分と決別するために来たのではないと感じる。そんな二人の前に、靄の中、着物の女性と小さな女の子の姿が浮かび上がる。女性は女の子に、自分には妹がいるが、妹は自分が姉だとは知らないと語り、「今は、私たちが姉妹にならない？　そうしたら迷子でも怖くないでしょう？」と励ましている。明里は香奈を連れてその場を離れようとするが、方向が全く分からない。そのとき、時を報せる鐘の音が響いた。すると、靄が散り、木々の向こうに街灯が見え、秀司が立っているのが見える。秀司が、ミニッツリピーターの時計の時報を鳴らしたのである。そこに菫も現れ、その時報の音を聞いたことがあると言う。迷子になり、着物の女性と会ったときも靄が立ちこめていたが、その音が聞こえたときに靄が晴れて、二人を探しに来た男の人がその音のする時計をしていたと。その時まで菫は覚えていなかったが、彼女は自分が姉にも父にも会っていたことを知る。そして、菫は秀司から父と姉が遺してくれた時計を受け取り、ベルトを腕に通す。
帰り道、香奈は明里に髪型を変えたいと言う。そのために来たのだと。明里は、香奈は自分のことが邪魔だったのではなく、普通の家の姉妹のように、女同士の話をし、洋服やアクセサリーを共有して、おしゃれをまねてというようなことにあこがれていたが、滅多に自分が実家に帰らないため、妹の存在を忘れられているように感じていたのかもしれないと思う。

### 赤いベリーの約束
思い出を修理される人：保と葉子
明里は、阿波屋酒店の女将から、宝果堂の女将・葉子が家出をして帰ってこず、夫の保が秀司の店に入っていったのを見たという。秀司に確認すると、預かったのはラズベリーのトールペイントが施された置き時計だった。そして、葉子は別の人と駆け落ちするはずだったが、保と結婚したのだという話も聞く。
実は、葉子は、家出後もサクラ毛糸店の編み物教室に通っており、葉子たち生徒もそれを知って秘密にしている。教室が終わって、明里をケーキ屋に誘った葉子は、保が修理に出した時計は、朝の早い仕事だからと、自分が結婚直前に買ったもので、壊したのも自分であり、たとえ秀司が直してもまた壊すつもりだと話す。そして、自分たち夫婦と、同級生の若本光一の関係について語り始める。
保と光一は幼なじみで、葉子を含めた3人は同じ高校や塾に通っていた。葉子は、高校卒業前に光一に告白されてつきあったが、1年で友達に戻った。光一は医師になって大学病院に勤めたが、あるとき葉子を呼び出し、海外の医者のいないところで働きたいから、一緒についてきてほしいと言った。そして、決心してくれるなら、昔一緒にラズベリーのソフトクリームを食べた児童公園に来てほしいと言った。ところが、現れたのは保で、「ラズベリーのアイスがどこにもなかった」と言って、イチゴのアイスを差し出した。その後、光一が遠方の大学病院に転勤したという噂を聞いたが、それから葉子が光一に会うことはなかった。一方、保はまるで、光一が現れなかったのが自分の責任であるかのように、葉子を寂しがらせないよう努力し、やがて二人は結婚した。
明里が秀司と保夫妻について話をしていると、太一が現れ、「1週間くらい前に葉子が市民病院にいるのを見た。もし光一と会っていたとしたら、いつものけんかと違う理由が説明できないか」と言う。ただ、会計に並んでいたから診察ではないかとも。そこに保が現れ、葉子は光一のことをずっと思っていて、気持ちを偽って自分と一緒にいるのが嫌になったのではないかと語り、「あのときおれは、光一を殴ってでも葉子の元に行かせるべきだった」と言う。そして、葉子が市民病院にいたという話を聞くと、落ち着きを失って帰って行く。
翌日毛糸店で葉子に会った明里は、葉子が市民病院の病室の前で、光一の名前の札を見たと聞く。そして、表に出ると保が待っており、話し合いたいと言う。しかし、葉子はまずあいつと話したいと言って去って行く。保は光一の名札の話を明里から聞いて驚き、光一は海外で事故に遭って意識が戻らず、ブラジルの病院にいるはずで、洋子もそれを知っていると言う。保は明里と共に時計店に行き、けんか当日のことを話し始める。
保は、光一が遠方の大学病院で働いた後、単身南米に渡って、奥地で医師として働いていたが、最近事故で意識不明となったということを聞いた。それを葉子に伝えた後、保は「一緒に行ってやりたかったか？　あいつのこと忘れられなかったろう」と尋ねる。何か言いかけた葉子が、口をつぐんできびすを返すと、置き時計に当たって壊れる。保が「壊れてしまったな。ラズベリーの時計」と言うと、葉子は保をにらみ、「保はわたしと結婚したこと、後悔してるんだ。光一に本気で海外に行く気があったなら、あのとき駆け落ちして連れて行けばよかったのにと思っているんだね」と言い、家を飛び出した。
保の話を聞いた秀司は、この置き時計の絵柄は、ラズベリーではなくイチゴなのではないかと言い始める。もちろん、専門家である保にはラズベリーにしか見えないが、ラズベリーをよく知らない葉子は、イチゴのつもりでこの置き時計を買ったのではないかと。それは、ラズベリーは光一との思い出だが、イチゴは保との思い出だから。それなのに、保がその絵をラズベリーだと言ったため、二人の間にずっと光一の影を引きずったまま暮らしていたと気づき、飛び出したのではないかと秀司は言う。しかし、保は自分が葉子に愛想を尽かされたという思いから抜け出すことができないように見える。
明里と秀司は、保と共に市民病院に向かう。若本光一という人は入院していないと窓口で言われるが、面会謝絶の個室の前に、若本光一という名札があった。保たちはその病室の裏にある中庭に移動する。すると、そこに葉子がいて、病室に向かって、本当は昔から保のことが好きだったのだと語っている。保も葉子に語りかける。光一がいつもの思いつきで海外に行くと言っている思い、葉子が傷つくだけだから駆け落ちはやめろと言い、結果的に光一から葉子を奪ってしまったと思ってきたと。そして、病室に向かって「ずっとおれは、おまえが葉子を取り戻しに来るかもしれない、そうしたらあきらめるしかないと思っていた。しかし、子供ができたから、葉子はやれない」と言う。こうして保と葉子は誤解を解き、互いの愛が真実だったと知る。
保と葉子を見送ったのち、葉子はロビーで秀司に語りかける。「光一さんは、わざと駆け落ち話を持ち出して、素直になれない二人の背中を押したのかな」と。秀司もそれにうなずく。そのとき、看護師たちが、また「石木大」さんの名札に誰かが線を書き足して「若本光一」なっているという話をしているのが聞こえる。秀司は明里と顔を見合わせ、「太一か」とつぶやく。そして、ラズベリーのトールペイントは、サクラさんに頼んでイチゴの絵に直してもらおうと言う。

### 夢の化石
思い出を修理される人：中島弘樹と新見
秀司は、新見という作業着姿の男性から腕時計の修理を依頼される。また、秀司が太一と話をしていると、酔っ払った明里が、高校時代の先輩である中島弘樹に連れられて帰ってくる。弘樹は石の時計を秀司に見せ、修理してほしいと言う。そして、もし直せなければ、明里にただで髪を切ってもらうという条件を付ける。その時計は、中学生の頃に草むらに落とし、3日後に見つけたら石になっていたものだという。その依頼を秀司は引き受ける。翌日、秀司は明里に、この時計はオメガのスピードマスターというクロノグラフ（ストップウォッチ付きの時計）だと説明する。また、弘樹が中学で陸上をやっていたが、高校では陸上部には入らなかったことを明里から聞き出す。そして、明里に、先輩の髪の毛を切ることにはならないと確約する。
その翌日、明里は弘樹に呼び出され、秀司に修理の依頼をキャンセルすると伝えてほしいと頼まれる。明里は、昔弘樹が中学時代の陸上仲間と偶然であったときのことを思い出し、それを弘樹に語る。あのとき、一人が弘樹に「今も陸上部で長距離を走っているんだろう？」と尋ね、「あのときのこと俺はもう気にしていないから、弘樹も気にせずにさ」と言った。それを聞いた弘樹は明里に、あのときの友人との出来事を話し始める。
弘樹とその友人は同じ長距離のライバル同士だった。中3の時、弘樹は飲み物を買い出しに行く友人に自転車を貸したが、ブレーキが片方壊れているのを伝え忘れていた。友人はブロック塀にぶつかり、怪我をした。そして、弘樹が見舞いに行くと、友人は弘樹が中1の県大会で優勝した時にもらったクロノグラフを見せてくれと言い、それをわざと床に落として、「おあいこだ。これがなければおまえは走れないだろう」と言った。その頃の弘樹は、タイムが伸び悩み、あの時計だけが心の支えだった。弘樹は、自分が怪我させた友人が走れないのだから自分も走れないと、それを陸上をやめる言い訳にしたのだと自嘲する。その話を聞いた明里は、秀司は必ず時計を直すと弘樹に言う。
秀司は、動くようになったクロノグラフを弘樹に渡す。弘樹は、中古を持ってきたのだろうと言うが、秀司は石の時計が脱皮したのだ、これはあなたが取り戻したいと願い続けた時計だと言う。そして、弘樹が15年も石の時計を持ち続けていたことを指摘する。すると、弘樹はあの時のことを語り始める。友人が落とした時計は壊れていなかった。そのため、時計に「走ればいいじゃないか。ライバルがいないんだから、また選手になれる」と言われているような気がし、友人に怪我をさせるためにわざとブレーキのことを黙っていたのだということを認めるような気がして、たまらず時計を草むらに投げ捨てた。しかし、もし捨てた時計が見つかったら、また走ることを許されるような気がして探しに行ったが、見つかったのが石の時計だった。弘樹は、時計が自分のタイムを計ることを拒否したように思い、陸上をやめてしまった。
明里と秀司は、弘樹はわざとブレーキが壊れていることを黙っていたわけではないと主張する。おそらく他の仲間たちも弘樹の自転車を使ったことがあって、ブレーキが壊れていることを知っていたはずで、怪我をした友人はたまたま知らなかったか、忘れたかしただけであると。そして、時計がこうして動くようになったのだから、あなたは許されたのだと。弘樹は、自分が過去を正直に見つめるには、15年という時間が必要だったのかもしれないと言って、直った時計を持って帰って行く。
新見が修理代を持って時計店に現れる。そして秀司に渡された石の時計に「お帰り」と声をかけ、事情を詳しく話し始める。15年前、母が病気になり、お金が必要だったが新見は失業中だった。そんなとき、中学生が時計を捨てるのを見かけ、それを拾った。あの中学生が時計を探しているのを見たが、結局返せず売ってしまい、代わりに自分で彫った石の時計を置いた。15年後、亡くなった母の墓参のため、15年前に売ったのと同じ時計を中古で買った。しかし、秀司にこの時計を持ち主に返さないかと言われ、迷った末に返すことにしたのだ。新見は、「次の命日には、この石の時計を持って行きます。その方が母も喜んでくれるはずですね」と言って帰って行く。

### 未来を開く鍵
思い出を修理される人：森村千佳代とその夫と岸本沙耶
明里は、神社で太一が白犬に話しかけているのを目撃する。太一によると、この犬は捜し物をしているらしい。その後明里は、葉子から、近くに落雷があり、河原にいた母娘が感電して病院に担ぎ込まれ、一緒にいた白犬が川に落ちたという話を聞いて、太一と一緒にいた白犬を思い出す。その夜、明里は秀司に会いに来たという岸本沙耶に会う。沙耶は、落雷で記憶の一部を失い、秀司に会いに来る予定だったが、その目的を忘れてしまったという。そのとき、沙耶のバッグから何かが落ちる。それはキーホルダーが付いた鍵のようなものだった。沙耶は、キーホルダーには覚えがあるが、鍵には覚えがないという。秀司は、何の鍵かは心当たりがあるが、沙耶が時計店に来る目的を思い出したら教えると告げる。沙耶が帰った後、秀司は彼女がジュエリーデザイナーだということと、彼女がブレスレット風のドレスウォッチの修理を依頼していたことを明里に教える。そして、あの鍵は彼女のものではないように思うと言う。
明里は、大家の佐野から、最近森村の妻と飼っている白犬を見かけないという話を聞く。一緒に将棋を指していた日比野は、森村を偏屈な頑固じじいだと評す。そこに森村が通りかかったため、声をかけて白犬のことを聞いてみると、確かに偏屈な返答しか帰ってこない。しかし、森村が急にふらついたため、ちょうど通りかかった秀司が自分の店で休ませる。森村は、秀司の祖父に時計を何度か修理してもらったことがあると言う。その時計は、彼の父が、水害の時に子供たちの教科書を無償で印刷した礼に町から贈られたものらしい。今は止まっているが、動かないのは妻がいなくなったせいだと森村は言う。そして、妻は自分の意思で白犬と一緒に出て行ったと決めつけ、その犬は溺死しているのが見つかったと言う。また、彼が探しているのは、妻が犬の首輪に付けていた巾着で、彼女が息子に話しているのを聞いた森村は、その中には彼女の一番大事なものが入っているはずだと語る。
秀司は阿波屋酒店の女将に聞いた、森村家の事情を明里に話す。森村は、前妻が亡くなって、幼い2人の息子の世話や家業の手伝いをしてもらうため、離婚したばかりで行く当てのない千佳代を後妻に迎えた。千佳代はよく働き、息子たちも彼女によく懐いたが、森村は彼女を全くいたわらなかったという。それから二人は、落雷に遭って入院しているもう一人の女性が、千佳代なのではないかと考えて沙耶に会いに行く。沙耶との話により、鍵のようなものは巾着袋に入っていたこと、キーホルダーは沙耶が作ったものだが、それはフリーマーケットに出品したのを買ったものらしいこと、そして一緒に病院に担ぎ込まれた女性は母ではないということ、その女性が自分を見て「アヤちゃん」と呼んだことを確認する。また、回復した沙耶がその女性に、自分は娘ではないと伝えたとき、彼女は森村千佳代という自分の名と、アヤという小さい娘がいたことだけは思い出したが、それ以外のことは思い出せないと語ったという。秀司は、沙耶を説得して、その鍵を預かることにする。
秀司は鍵の入った巾着を森村に渡し、千佳代に会いに行くよう勧めるが、妻に愛想を尽かされたと思い込んでいる森村は躊躇する。秀司は、犬小屋に「アヤ」という名が書かれているのを指摘する。それは、どうやら森村が、千佳代が前の夫との間にもうけて、幼くして病死した亜也子（あやこ）の名にちなんだ名の子犬を探してもらってきたものらしい。さらに秀司は、千佳代が一番大切だと言っていたのが、時計のゼンマイを巻く鍵だということを示す。その時計は森村の父のもので、千佳代が毎日ゼンマイを巻く係になっていた。千佳代にとって、森村家の大切な時計のゼンマイを巻くという仕事は、自分がこの家の一員だというしるしだったのではないかと秀司は言う。そして、夫がアヤという名の犬を連れてきたのは、死んだ娘の存在ごと自分を夫が受け入れてくれた証拠だと理解して、大切な時計の巻き鍵をアヤの首輪に付けたのではないかと。
黄昏時の神社で、明里は若い男女の人影を見る。そこに男の知り合いが現れ、女性について尋ねると、男は曖昧に「ええ、その、うちへ手伝いに」と答える。知り合いは「ああ、お手伝いさんですか」と言い、女は唇をかみしめる。知り合いは男を「森村さん」と呼ぶ。すると、視界がかすみ、今度は現在の森村と千佳代が現れる。森村は、おまえが初めて家に来た時、この神社に連れてきたのだと、昔のことをすっかり忘れた千佳代に語りかける。千佳代が、そのとき何て報告したのだろうかと尋ねると、森村は「そりゃ、……嫁をもらったと言ったんだろう」と言う。そして、森村は千佳代に優しい言葉をかけ始める。ちょうどそこに現れた秀司に、明里は、千佳代は本当は記憶を取り戻し、森村もそれを了解していながら、二人とも最初から夫婦をやり直そうとしているのではないかと語る。
そこに沙耶が現れ、すべてを思い出したと言う。秀司の店で鍵を落として、それを取りに行くつもりだったのである。つきあっていた男性が結婚していたことが分かって別れたが、彼の部屋の合い鍵を捨てようかどうしようか心が定まらなかった。しかし、雷に打たれて、過去の恋愛だと感じられるようになったから、鍵は捨ててくれと秀司に願う。そして、秀司に依頼されて、明里に贈る自作時計のベルトをデザインしているのだと言う。
互いの愛情を感じる明里と秀司は、自分たちは伝えたり察したりするのが下手だけれど、あきらめないでいようと話し合う。そして、沙耶の鍵は、太一がネックレスにすると言って持って行く。

## 第3巻

### 星をさがす人
思い出を修理される人：川添と沢口菜穂子
秀司は10年ぶりに参加した高校の同窓会で川添と再会する。川添は高校時代から浮いた存在だったが、秀司は彼が拾ったという懐中時計を直してやったことがあり、そのときの笑顔に好感を持っていた。そこで話しかけるが、川添は相変わらず他人を拒否するような態度で、横山隆生が出席していないことを知ると帰ってしまう。
一方、明里は叔母と会い、実父が生きていて、再婚後に傷害事件を起こしたらしいことを聞かされる。そして、秀司から、両親が明里を実家に連れてくるようにと言ったという話を聞き、戸惑う。家族と少し距離を取ってきたため、秀司の家族とどんな距離感を保てばいいか分からなかったからである。
明里は、太一と女性がもめているところに出くわす。女性が十字架のような飾りの付いたシルバーチェーンを、神社の賽銭箱に投げ込んだという。女性は、チェーンを明里に押しつけると逃げ出してしまう。
同日、飯田時計店を横山が訪れ、十字架のような模様が入った懐中時計の修理を依頼する。その時計は高校3年生の時、電車で痴漢に遭った女子高生が落としたものだという。横山の同級生が拾って横領してしまったが、横山の説得で返す決心をし、代わりに返すよう横山に渡されたが、その後その女子高生に会えなかったため、今まで持っていたのだと横山は語る。秀司は、その時計が川添の持っていた時計と同じものだと感じる。その話を聞いた明里は、女性が押しつけていったチェーンにも、十字架のような飾りが付いており、彼女も時計店のプレートを眺めていたことを思い出す。
明里は、写真館の日比野から、チェーンの女性が着ていた制服が信用金庫のものだということと、信用金庫の近くに白鳥学園高校があることを教えられる。それを聞いた秀司は、あの時計も捨てられたようだと語る。横山が遺した電話番号は通じず、友人に確認すると、横山は会社を辞めて実家も行方を知らないらしい。
明里から預かったチェーンを見た秀司は、このチェーンは懐中時計の落下防止につないでおくものだと気づく。そして、川添が時計のチェーンをアクセサリー代わりにしていたことを思い出す。そこに川添が現れ、同窓会に行ったのは横山から話があるとメールをもらったからだと話す。懐中時計を横山から預かったという話を聞いた川添は、それは自分が盗んだもので、拾ったと偽って横山に見せたら、横山が自分が返すと無理に奪っていったものだと言う。秀司は、川添から時計の修理を依頼された時には、盗んだという後ろめたさは感じられず、盗んだというのは嘘だと言う。そして、時計が生まれた場所で、時計に本当のことを教えてもらおうと言うが、川添は黙って去ってしまう。
チェーンの女性が学園祭開催中の白鳥学園高校に入るのを見た明里は、ちょうど現れた秀司と共に校内の天文台に向かう。そこにいたあの女性に、秀司はあなたの落とした時計を預かっており、チェーンは痴漢を捕まえた高校生のものだと言う。そこに川添も現れ、秀司は痴漢を捕まえたのは彼だと言うが、女性は時計は川添が盗んだものだと叫んで去ってしまう。川添は、小さい時から星にあこがれ、チェーンはカブスカウトで天体観測を教えてくれた先生にもらったものだと話す。しかし、小さい頃から誤解されてきたから、今更誤解がひとつ増えてもかまわないと言って去って行く。
後日、その女性、沢口菜穂子が飯田時計店を訪ね、事情を話し始める。高校時代、彼女は不良っぽい格好の川添を嫌っていた。痴漢に遭った時、彼がやったと誤解してにらみつけ、声を上げた。しかし、犯人は別人であり、菜穂子は抵抗した犯人に突き飛ばされて気を失い、祖父からもらった懐中時計を紛失してしまった。そして、駅員から犯人は匿名の高校生が捕まえたが、姿格好が川添らしい。しかし、犯人扱いされた彼が自分を助けてくれるだろうかと思い信じられなかった。しばらくして男子高校生（横山）が現れ、自分が拾ったと言ったが、そのときに菜穂子が川添をさげすむような発言をしたために横山が怒り、時計を返さず持ち帰ってしまった。その時に友だちと一緒に奪い返そうとしたため、川添が秀司の勧めで時計に取り付けていたチェーンがちぎれ、菜穂子の手元に残った。自分に希望を与えてくれる天文観測ができなくなると思い、チェーンはずっと持っていたが、自分の間違いを認めたくなくて、ずっと川添が時計を盗んだと思い込もうともしてきたという。秀司は、「神社は、忘れさえてはくれないが、過去を修復するきっかけはくれたんじゃないかな」と言い、彼女に時計を返す。
秀司は、菜穂子の語った話を川添に伝え、横山が横領で解雇され、やり直すために時計を川添に返そうとしたんだろうと語る。そして、菜穂子からの謝罪と感謝が書かれた手紙とチェーンを川添に渡す。その手紙には、「このチェーンにつなぐものは、この時計よりもあなたに似合う素敵なものだと思う」と書かれている。川添は、面接を受けることにしたから、美容室で明里を指名すると語る。そして、菜穂子の手紙を飛行機にして神社の森に飛ばす。

### コスモス畑とからくり人形
思い出を修理される人：佐伯の娘と明里
三根郁美が臨時で手伝うことになった飯田時計店に、西という中年男性が現れ、外国製の時計の修理を依頼していく。
明里は夢とも現実ともつかない記憶について思い巡らせる。淡いピンクや白い花が一面に咲き、その中にあるおもちゃの城が、鐘の音を合図に動き出し、城から出てきた魔法使いが杖を振ると、色とりどりの風船が放たれ、人形たちが踊り出すというものである。そこに太一が現れ、拾ったという画用紙を手渡す。そこには幼稚園児が描いたと思われる、男性と女の子に見える2人の人物と、コスモスのような花畑と、城にも見える赤い山の絵があり、「あかり」という名が書かれている。明里には心当たりがなかったが、脳裏に叔母から生きていると聞いた父が浮かぶ。
明里は、秀司が準備を手伝っているコスモス祭りの会場に行く。すると、郁美の実家である三根骨董店から貸し出された、コスモス畑の中で演奏するリスの楽団のからくり時計が展示されている。そこで、昔の商店街の写真が写った、コスモス祭りのポスターが盗まれているという話を聞く。
後日、明里が絵を返すために神社を訪れると、太一がポスター泥棒を捕まえる。佐伯と名乗った男は、生き別れの娘を探しており、ポスターに写っていた幼稚園児たちが娘を思い出させるためについ盗ってしまったと語る。そして娘の名は「武藤あかり」だと言い、太一が拾った絵も自分が落としたものだと言う。その娘と似たような境遇の明里は、佐伯親子のことが気になり始める。しかし、郁美から子供を探していると言って、似たような境遇の人の同情を引き、金を借りたりものを持ち去ったりする詐欺師がいること、その風貌が佐伯に似ていることを教えられる。
西が預けていた時計を受け取りに飯田時計店に来る。そこに太一が来て、明里が佐伯に同情して娘捜しをしていると告げる。郁美から詐欺師の話を聞いて心配した秀司は、西が明里の義父であることを言い当て、待っていて欲しいと願って、明里を探しに行く。明里は、橋の上から、河原で黄色いコスモスを探している父娘を見つめる佐伯に声をかける。佐伯は、本当は事業に失敗して死のうと思っていたと語る。そして、娘の住所を書いた紙を取り出し、娘に会って金を無心しようとしていたが、死んだ時にこれを持っていたら娘に迷惑がかかると言って明里に手渡す。明里は、代わりに会ってくるから死なないで待っているように言う。すると佐伯は、娘が黄色いコスモスを探していたが、それは見つかったのか聞いて欲しいと告げる。
途中で合流した秀司と共に、明里はその住所に向かう。しかし、そこに住んでいた女性は「武藤あかり」という名ではなく、父親と黄色いコスモスの話をすると、行き場のない憤りの表情で、「父は借金を作り、周りに迷惑をかけて死んだ。婚約者もトラブルを恐れて去って行った。しかし、もういなくなった人のことを憎んでもしかたがないからすべて忘れた」と語る。すべてなかったことにしたいというのが彼女の答えなのだと悟り、明里と秀司はそこを立ち去る。
店に戻ると、不審者がヘアサロン由依に忍び込もうとしていたと聞く。盗られているものは何もなかったが、太一が拾ったあの絵が窓際に落ちているのが見つかる。明里は義父である康夫と話をし、明里の中にあるコスモスと魔法使いの城の思い出が、彼女が5歳の時に康夫と一緒に見たコスモス園の中にあるからくり時計のことだったのを知る。海外転勤が決まった康夫に、明里はその時の情景を絵に描いて贈った。義父が明里の母に片思いだった義父は、帰国後にプロポーズしたが、その時に明里からもらった絵を見せ、コスモス園に言った時から明里の父親になる決意ができていたと語ったという。太一が拾った絵は康夫が落としたものだった。明里は、康夫とのつながりを再確認し、あの思い出が康夫とのものだったことに安堵する。
コスモス祭りで、からくり時計を披露している時、明里と秀司は、リスが演奏している曲が、佐伯の娘がピアノで弾いていた曲だということに気づく。その時、明里は佐伯の姿を見かけるが、紙切れを落としたのに気を取られているうちに見失う。すると、代わりに佐伯の娘が現れ、からくり時計を見て「懐かしい」と言う。そして、（父が）あのリスが彼女に似ていると言うので、ピアノを始めたと語る。しかし、なかなか上達せず、リスのように黄色いコスモスを手に入れたら上手になるかと思って探したが見つからず、一生懸命練習したという。彼女は、「自分の支えになるものを、一番忘れたいと思った人から与えられたなんて不思議だ」と微笑み、明里が見た（父の）幽霊は元気そうだったかと尋ねる。
明里と共に彼女を見送る秀司は、佐伯は魔法使いかもしれないと言う。佐伯が落としていった紙切れには、「おとうさん、ピアノのはっぴょうかいみにきてね」と書かれており、色あせた黄色いコスモスが貼られているのをいる。明里は、佐伯が娘のために黄色いコスモスを探したのだと知る。すると風が吹いてその紙を飛ばしてしまう。太一が「もう魔法はいらないみたいだな」とつぶやく。明里は、佐伯が魔法使いなら、詐欺師でも幽霊でもない、ひとりの父親に戻れる魔法を自分のためにかけられるよねと思う。

### 逆回りの時間
思い出を修理される人：三根郁美と明里
三根郁美は津雲神社に落とした携帯を探しに来る。そして、石灯籠の上に逆回転の目覚まし時計が置かれているのを見つける。そこに太一が現れ、雨ざらしになっていた携帯を拾ったと言い、返してくれる。すると半年前に別れた元恋人からメールが入り、送信の日付は半年前になっている。
明里は、郁美に対する嫉妬を自覚しているが、それも秀司を思う気持ちの一部だと思うようにしている。しかし、たまたま郁美と出会い、彼女が秀司と家族ぐるみのつきあいをしていることを強調するのに対して、同じように家族ぐるみの関係を持つことに困難を感じている自分を持てあまし、心がかき乱される。郁美は親が秀司との結婚を望んでいるという嘘までついて、わざと自分を悩ませているようだと明里は思う。そして、今度明里を家族に紹介したいと言う秀司にも、家族ぐるみの関係がどうして必要なのか分からないと告げる。
郁美が秀司の元を訪れ、父が自分を理解してくれないと愚痴をこぼす。郁美は東京でセクハラに悩んでいたが、それを公にしたところ、かえって彼女の方が悪者扱いされ、辞めざるを得なかった。ところが、父親は一方的に家業の骨董屋を継げと言い、失恋したことまで持ち出し、反発した彼女に出て行けと言ったという。郁美は「過去をやり直せたらいいのに」と言い、針が進むごとに過去に戻っていけるような時計はないかと秀司に訴えて、自分の腕時計を反対回りにして欲しいと願う。無理ならまたここで働かせ欲しいと。たまたま訪ねてきた明里は、そんな郁美をたしなめる。そして、郁美がわざと自分を困らせるようなことをしていると責める。郁美が反発し、明里は家族のことが大事ではないみたいだと指摘すると、明里は絶句してその場を立ち去ってしまう。
秀司と仲直りしようと思い、明里が時計店に向かおうとすると、郁美に呼び止められ、「ヘアーサロン由井」の逆回転時計を見せて欲しいと願う。そして郁美は別れた恋人の話を始める。恋人が美容師の女性と仲良くしているのに嫉妬した郁美は、彼とけんかして別れることになった。それが明里を気に入らなかった理由のひとつだと明里は知る。
同時刻、郁美の父である三根が、秀司に娘との関係について相談している。三根は、郁美がセクハラ問題で悩んでいた時、どうしてかばってやらなかったのかと元恋人を問い詰めたという。元恋人は上司から圧力を受けてかばうことができなかったこと、郁美を自分の親に紹介していなかったことを告げた。三根は、この男はちゃんとした交際をしたつもりはなかったのだとあきれ果てた。それを郁美に教えたところ、郁美が怒り出したという。
郁美はけんか別れした当日の話を続ける。郁美は彼と家族ぐるみの関係を求めたが、彼の方は自分を家族に会わせようとせず、それが郁美は不満だった。けんか別れした日感情的になった元恋人は、初めて自分の家族をした。支配的な父親は、実母を追い出して再婚したばかりか、自分にも何かにつけて干渉してきて、自分は父親と折り合いが悪かったこと、だから郁美が家族ぐるみを願うほど、そうできない自分との溝を感じたということを語ったという。
また、最近、元彼から半年前の日付のメールが届き、そこには、追い出された母の死後、家族と思えるのは妹だけだということ、その妹がけんかの原因になった美容師だということが書かれていた。また、その妹が水商売のアルバイトをしていることが店にばれてクビになり、それが嫉妬した郁美の告げ口によるものだと彼が疑ったことも別れの原因だったが、あとで告げ口したのが別人だと分かったということと、謝罪の言葉が書かれていた。郁美が時間を戻したいと願うのは、もっと早くお互いのことを理解し合えていれば別の結果になったのではないかと後悔するからである。その話を聞きながら、明里は自分にも秀司に伝えなければならないことがあるはずだと思う。
郁美の時計を逆回転にする作業をしながら、秀司は明里に、郁美に届いたメールは半年前に送信されたものではなく、日時を何らかの形で偽装し、最近送信されたものではないかと語る。そして、秀司は明里に、家族ぐるみの何を恐れているのか話して欲しいと願う。
郁美が時計を受け取って帰った後、明里と秀司は、郁美が半年前の日付でメールの返事を書くのだろうと想像する。そして、明里は、実父が生きていて、その人がトラブルを起こしたことがあると聞いたから、家族のことを打ち明けられなかったと秀司に告白する。秀司は、一緒に受け止めればいいんだから大丈夫だと答える。

### さようならカッコウの家
思い出を修理される人：佐野正輝と明里
秀司の元に額に傷のある青年が現れ、明里の居場所を尋ねる。不審者と思われても仕方ないと悟った青年は帰ろうとするが、店に展示してある鳩時計に興味を持つ。太一は、6，7年前にその青年が佐野不動産へ出入りしているのを見たと言う。その人は、工場を建てるために神社の奥の森を買いたいと言ってきたが、その計画は立ち消えになったらしい。しかし、秀司も明里も、二人は別人だと考える。
明里は、神社で御神木を見上げている大学生・佐野正輝と出会う。正輝は、佐野不動産とは親戚で、7年前にこのあたりに住んでいたことがあると言う。そして、その時に太一に会ったことがあって、彼に訊きたいことがあると言う。正輝がしているスケルトンの時計が壊れていることを知った明里は、彼を秀司の店に連れて行く。正輝は、その時計は大橋という人に借りたもので、会えるなら返したいと言う。
正輝が帰った後、秀司が時計を調べてみると、壊れたのではなく、電池が抜かれていることが分かる。そこに太一が現れ、大橋について語る。大橋は神社裏の土地の買収を狙うセールスマンで、正輝にブランド時計の模造品を貸し、高い時計を壊したと言いがかりを付けて、氏子の反対で頓挫しかかっていた土地買収を強引に進めようとしたらしい。明里は、自分がだまされて利用されたと知っている正輝が、どうして時計を大切そうに持っているのか不思議に思う。また、太一は、昔正輝が、御神木にあった鳥の巣を見るため、木に登ろうとしたことがあると言う。明里があらためて正輝の時計を見ると、止まった日付がクリスマスイブだということに気づく。
明里が不動産屋の佐野に会いに行くと、額に傷のある青年が、佐野のところにも来たという。また、正輝の姉が病弱で、7年ほど前、両親が看病のため、正輝をこの近所に住む伯父の家にあずけたのだという。大橋について尋ねてみると、太一が言ったとおりで、どういうわけか神社で大怪我をし、自分で救急車を呼んだと佐野は語る。
佐野不動産からの帰り道、正輝と再会した明里は、御神木に登って空の鳥の巣を取っていた青年と出会う。正輝は、それは百舌の巣に見えるが、カッコウが托卵したものかもしれないと言う。青年はその巣を父親に見せるという。父親は、木彫りの小鳥を鳥の巣に入れて大切にしていたが、青年が子供の頃、誤って巣を壊してしまったらしい。
青年が去った後、正輝もまだ他に巣があるだろうかとつぶやく。彼は、姉は亡くなったと言う。そして、自分が伯父の家にあずけられていた頃、毎日津雲神社に来ていたが、その時に子育て中の小鳥の巣を見つけ、雛が元気に育てば姉も元気になるような気がして、願掛けのような気持ちで祈っていたと言う。結局、御神木の雛がどうなったか知らなかったので、それを太一に訊きたかったと正輝は言う。また、昔姉がカッコウの托卵の話をしてくれたのが強く印象に残り、今ではそんなことはないと知っているが、当時は自分も本当はこの家の子ではなく、両親が姉にかかりきりなのもそのせいかもしれないと思ったらしい。姉が托卵の話をしたのは、彼女は骨髄移植が必要な病気だったが、家族の誰も適合しなくて、正輝のことも本当の弟ではないから仕方がないと思いたかったのではないかと正輝は語る。
明里が神社を後にすると、秀司が時計店の前にいて、明里のことを探していた青年と会ったと言う。明里は、彼が小鳥の巣を取っていった青年と同一人物だと知る。秀司は、その青年の父親が病気かもしれないと言い、父親の木彫りの小鳥は、鳩時計のものではないかと言う。明里は青年を探しに行くが、会うのが怖くなって帰宅してしまう。そこに母から電話が入り、実父の再婚相手の連れ子で、賀川伸也という青年が訪ねてこなかったかと訊かれる。父は病気で余命幾ばくもなく、伸也は明里を父に会わせたいらしい。明里が父について尋ねると、父の方から死んだことにしてくれと言ったということ、また彼が人に怪我を負わせ、脅迫したらしいということを母は教える。明里は、父には会わないと母に宣言する。現れた秀司は、父の話をする明里に、伸也に会うことを勧め、「もうすぐクリスマスだから、悪いことは起こらない」と言う。それを聞いた明里は、正輝の時計がクリスマスイブという幸せな時間のまま止まっていた理由を悟る。
時計店の前にたたずむ正輝と共に、明里は店に入る。秀司は、正輝に時計を返し、まだ電池は入れていないと語る。それは、動かすことで正輝の思い出がうやむやになることを、時計が望んでいないからだが、本当は時計はきちんと時を刻みたいと思っていて、正輝が動かしたいと本当に望むのを待っていると言う。それを聞いた正輝は、大橋の話を始める。
大橋は、本当は土地の買い取りのために来たわけではなかった。しかし、正輝がそう思い込んでしまったため、大人たちも誤解した。貸してくれた時計は、願掛けのためにわざと止めてあると大橋は言った。しかし、伯父が大橋に、「子供を使うなんて卑怯だ」と詰め寄った時、大橋はそれを否定せず、「この時計を動かしてくれたら、ここに来る意味がなくなるから消える」と言った。だまされたとショックを受けた正輝は、以前秀司の祖父がやっていた時計店に走ったが、店は閉まっていた。神社に戻った正輝は、御神木を見上げながら、自分はカッコウの子だから、親戚中どこへ行っても周囲を不幸にするのだと思った。その時、巣から落ちてきたらしい雛を見つけた正輝は、托卵したカッコウに落とされたと思って、元の巣に戻そうと御神木に登り始めた。木から落ちそうになった時、大橋が現れて支えてくれた。大橋は、自分は土地のセールスマンではなく、願掛けのために神社に来たと語った。そして、この森にカッコウはいないと言い、代わりに雛を巣に戻すため、木に登ってくれた。しかし、親鳥に攻撃された大橋は、落下して足の骨を折ってしまう。その時、正輝が返した時計を再び差し出し、止まった時計は将来のいろんな願い事を込めたもので、正輝が持っていた方が願いが叶うような気がすると大橋は語った。そして、自分で救急車を呼ぶと言って、正輝を帰したという。
明里は正輝に、大橋は正輝の姉の恋人ではなかったかと言う。正輝も、大橋が姉の話をいろいろ突っ込んで訊いてきたことを思い出す。また、正輝が伯父の家から戻った頃、姉が自分には恋人がいて、病気のために自分から別れを告げたが、自分の病気のことは伝えなかったと言っていたこと、大橋の時計が止まっている理由が願掛けだと知って、姉が涙を流したことを思い出す。そして、実はカッコウは姉の方で、養女だったことをずっと後に知ったと言い、姉も自分が弟の幸せを奪っているように感じて苦しんだのだろうと語る。正輝が今も御神木の鳥の巣にこだわるのは、カッコウはおらず、雛がみんな元気に旅立ったことを確認して、姉と自分とが幸福を奪い合うことはあり得ないことを確認しようとしたのである。
しかし、明里と秀司は、大橋が時計を止めたのが、別れた日なのか、後になって姉の病気を知った時なのかは分からないが、別れの日である12月24日のまま時間を止めたのは、いつかまた時計を動かし、ふたりの時間を進められるようになることを願い、癒やしを願ったためだと言う。そして、止まった時計の日付を見た正輝の姉も、自分が周囲を不幸にする存在ではなく、愛されているのだと感じて、喜びの涙を流したのだと明里は語る。それを聞いた正輝は、ふたりが幸せだった時間を刻んでいた時計なら、動かしてあげたいと言う。
伸也と会った明里は、彼から実父の話を聞く。伸也の両親は、父親の暴力のせいで離婚した。しかし、ある日伸也は、家に乗り込んできた父親に連れ去られそうになり、電気スタンドで殴られて額に傷を負った。その時、明里の父が現れて伸也の父を殴りつけた。そのせいで、明里の父は事情聴取を受け、仕事も失ったが、伸也の父は二度と現れなかった。やがて明里の父は伸也の母と結婚し、伸也のことも実の息子のようにかわいがってくれたという。最近義父が倒れて、うわごとのように「カッコウ時計」と口走るのを聞いて、伸也は義父が大切にしていた木彫りの小鳥のことを思い出した。義父は、托卵するカッコウの木彫りを、実の親でなくても実の親以上になれる象徴として大切にし、明里が新しい家庭の中で幸せでいることを知って、自分も伸也の父親になろうとしてくれたのだと思ったと語る。
母と共に実父の病院を訪れた時、明里は意識のない彼の手を握り、心の中で「お父さん」と語りかける。帰り道、明里は、祖母の形見として持っていた母の指輪を、父が友だちに金を貸すために黙って売ってしまい、そんなことが繰り返されたので離婚したと母から聞かされる。父のどこが好きで結婚したのかと明里に問われ、母は「他人事なのに首を突っ込みたがって損をして、後先考えてなくて無鉄砲で、子供みたいなところ」と答える。そして、今度秀司を家に連れてくるようにと言う母に、明里は「もちろん」と答える。そして、秀司と会った明里は、今度一緒に実家に行って欲しいと願う。